# Un hiver à Yanji
Pour plus de détails, voir Fiche technique et Distribution.
Un hiver à Yanji (chinois : 燃冬, Rán dōng, littéralement « l'hiver brûlant ») est un film dramatique sino-singapourien réalisée par le metteur en scène singapourien Anthony Chen, sorti en 2023. Les principaux acteurs en sont Zhou Dongyu, Liu Haoran et Qu Chuxiao. Le film a été sélectionné dans la section Un Certain Regard du Festival de Cannes 2023,. Il est présent dans la liste des propositions de Singapour pour  la cérémonie de la 96e cérémonie des Oscars.

## Synopsis
Trois jeunes adultes, deux hommes et une femme, se rencontrent au hasard d'un mariage et d'un voyage touristique dans la ville de Yanji, dans le nord de la Chine, à la frontière de la Corée. Chacun d'entre eux fait face à une crise existentielle dans sa vie: Haofeng, jeune cadre de la finance venu de Shanghai pour assister à un mariage, souffre de dépression et ne trouve pas sa place dans la société. Nana, détournée d'une carrière sportive par un accident, a beaucoup de mal à survivre dans son métier de guide. Xiao, qui a refusé la scolarisation, se sent à l'étroit dans son travail de cuisinier. Les trois individus tissent rapidement des liens étroits après une première soirée festive. La nature, dans les paysages gigantesques et somptueux du Massif du Changbai, et via la présence d'un ours qui semble tout droit sorti de la légende de Ungnyeo racontée dans le film, joue également un rôle essentiel pour les trois personnages, d'intégration et de salut. L'amitié et l'amour qu'ils forment, alors qu'ils tentent de visiter le lac Céleste, en plein hiver et dans la neige, les obligent à confronter leurs peurs et leurs rêves et à trouver une sorte de résolution,.

## Fiche technique
Sauf indication contraire, les informations mentionnées dans cette section peuvent être confirmées par les bases de données cinématographiques IMDb et Allociné,  présentes dans la section « Liens externes ».
- Titre original : 燃冬
- Réalisation : Anthony Chen
- Scénario : Anthony Chen
- Musique : Kin Leonn
- Décors :
- Costumes :
- Photographie : Yu Jing-Pin
- Son : Zhe Wu
- Montage : Hoping Chen et Mun Thye Soo
- Production : Meng Xie et Anthony Chen
- Sociétés de production : Canopy Pictures
- Société de distribution : Nour Films
- Pays de production :  Chine -  Singapour
- Langues : mandarin, coréen.
- Format :
- Genre : Drame
- Durée : 100 minutes
- Dates de sortie :
  - France : 
    - 21 mai 2023 (Cannes)
    - 22 novembre 2023 (en salles)

  - Chine : 22 août 2023
  - Canada : 7 septembre 2023

## Distribution
- Zhou Dongyu : Nana
- Liu Haoran : Haofeng
- Chuxiao Qu : Han Xiao

## Production et réalisation
En juin 2021, et alors que Chen est membre du jury du Festival international du film de Shanghai, un écrivain chinois, trouvant ses films très « adultes et précis », lui suggère d'avoir plus de lâcher prise. Tentant de retrouver l'esprit de liberté du film Jules et Jim, qui l'a marqué dans le passé, Chen décide alors de s'intéresser à la vie de jeunes Chinois.
Le film est écrit très rapidement alors que le réalisateur est immobilisé par la pandémie de Covid-19 dans un hôtel. L'équipe filme pendant 38 jours autour du massif du Changbai, et réalise des scènes hivernales par une température de -18 degrés.
Traversant, comme ses personnages, une crise importante au moment de la pandémie, Anthony Chen tente de représenter son univers intérieur, et la confusion initiale des trois jeunes gens, par un environnement glacé, et dans lequel il y a une frontière problématique (dans le film, celle entre la Chine et la Corée du nord). Les deux mondes chinois et coréen coexistent fortement à Yanji, ainsi que leurs deux cultures, avec leurs contraintes et richesses respectives. Anthony Chen est alors confronté aux deux tabous de la présence nord-coréenne (il est interdit de filmer à la véritable frontière) et des scènes de sexe, et à une possibilité de censure de la part de la Chine. Ces tabous l'obligent à aborder ces thèmes avec une grande subtilité : « J’ai progressivement compris qu’il fallait faire avec, chercher plutôt la délicatesse, la mélancolie, quelque chose d’un peu doux-amer. Ces contraintes m’ont permis de créer un nouveau langage ».

## Accueil

### Accueil critique
En France, le site Allociné propose une moyenne de 3,2⁄5, d'après l'interprétation de 11 critiques de presse.

Dans la revue Rotten Tomatoes, le film connaît une approbation de 93%, avec une moyenne de 7.2/10 pour 14 avis. Dans Metacritic, il a un score de 71 sur 100 à partir de 6 avis.

Il a également été sélectionné par le Hollywood Reporter comme l'un des meilleurs films du Festival de Cannes.